# Chien noir et feu pour la chasse au raton laveur
Le chien noir et feu pour la chasse au raton laveur ou black and tan coonhound est une race de chien originaire des États-Unis mais dont les ancêtres sont européens (Irlande et France). C'est un chien courant de grande taille à la robe noire et feu. C'est une race ancienne, résultat de croisements entre le talbot, le chien de Saint-Hubert et foxhound américain de Virginie. Employé principalement au pistage du raton laveur, il est également capable à la chasse au chevreuil, à l'ours ou au puma

## Historique
Le chien noir et feu pour la chasse au raton laveur est une race ancienne qui descendrait du talbot, chien courant anglais descendant des chiens courants importés en Angleterre par Guillaume le Conquérant. Des croisements entre le talbot, le chien de Saint-Hubert et foxhound américain de Virginie ont donné naissance à la race. Le club de la race est créé en 1945.

## Standard

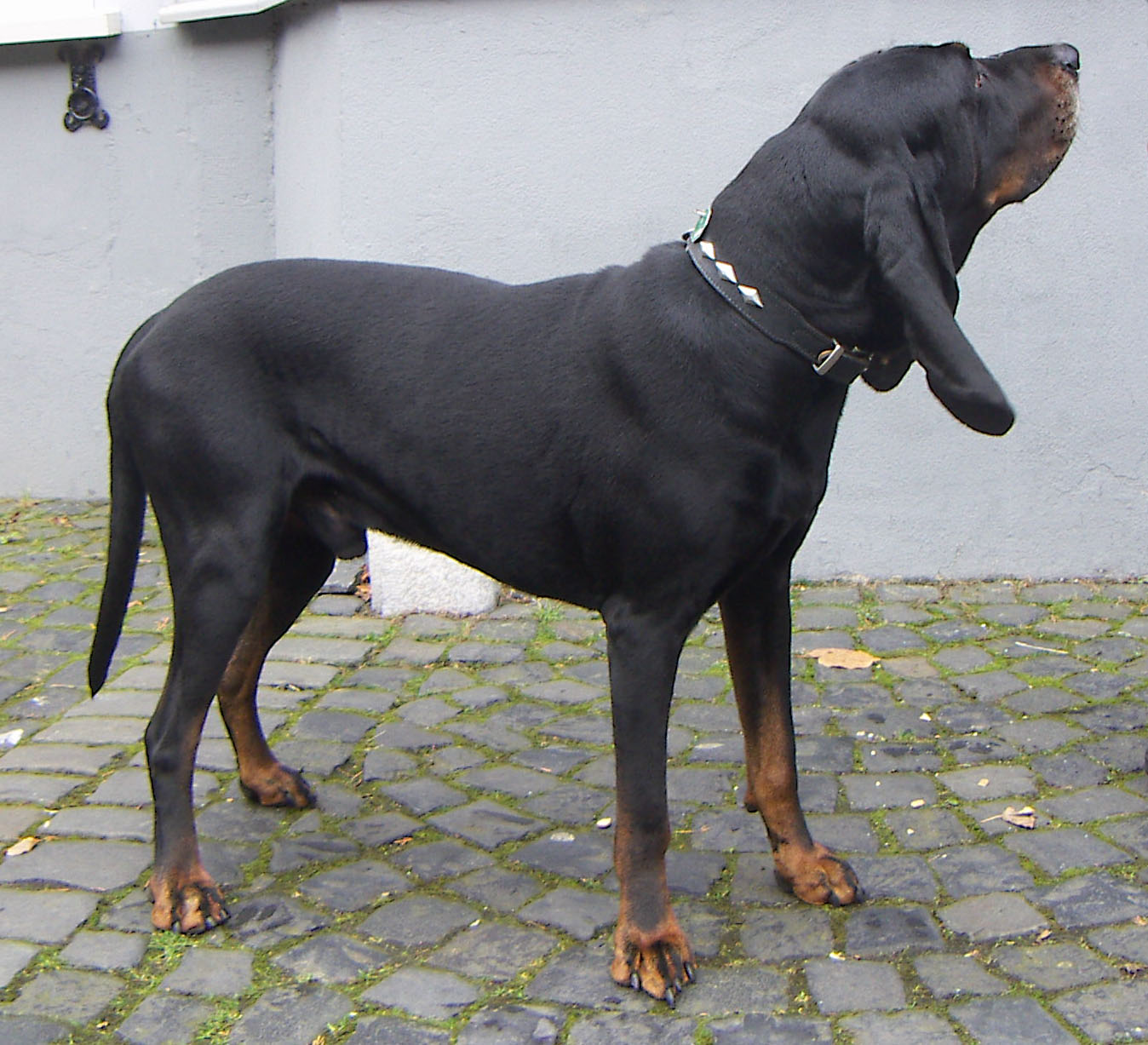
Un chien noir et feu pour la chasse au raton laveur.

Le chien noir et feu pour la chasse au raton laveur est un chien courant de grande taille, à l'ossature modérément lourde et à la musculature tonique. La queue forme un angle droit avec le dos lorsque le chien est en action. La tête est nettement dessinée, sans pli. Les oreilles sont attachées bas et bien en arrière et pendent en formant des plis, de grande longueur, elles atteignent aisément le bout du museau. De couleur noisette à brun foncé, les yeux presque ronds ne sont pas profondément enfoncés dans les orbites.
Le poil est court et serré. La robe est noir charbon avec des marques feu de couleur intense au-dessus des yeux, sur les faces latérales du museau, au poitrail et aux membres.

## Caractère
Le caractère est décrit dans le standard FCI comme équilibré, sociable et pacifique. Il doit être apte à travailler en contact avec d’autres chiens. Certains sujets sont parfois réservés, mais jamais craintifs ou vicieux.

## Chien d'utilité
Le chien noir et feu pour la chasse au raton laveur est utilisé comme chien courant. Il suit la voie du gibier au sol avec son flair et le force à se réfugier sur un arbre. Cette race s'adapte aux températures chaudes et froides. Employé principalement au pistage du raton laveur, il est également capable à la chasse au chevreuil, à l'ours ou au puma. 

## Dans les arts
Le chien noir et feu pour la chasse au raton laveur a inspiré le personnage de Pluto, le chien de Mickey.